# Āyenehvand
Āyenehvand (persiska: آینه وند) är en ort i Iran.   Den ligger i provinsen Kermanshah, i den västra delen av landet, 500 km väster om huvudstaden Teheran. Āyenehvand ligger 1 337 meter över havet och antalet invånare är 163.
Terrängen runt Āyenehvand är varierad. Runt Āyenehvand är det ganska tätbefolkat, med 60 invånare per kvadratkilometer. Närmaste större samhälle är Sharak-e Tamarkhān, 12,3 km norr om Āyenehvand. Trakten runt Āyenehvand består i huvudsak av gräsmarker.